# Skjærhalden
Skjærhalden est le centre administratif de la commune insulaire de Hvaler, dans le comté d'Østfold au sud de la Norvège. Elle se situe sur l'île de Kirkøy.

## Description
Skjærhalden est situé sur le côté sud-est de Kirkøy et est une station balnéaire et de vacances bien connue. La ville a des liaisons régulières en ferry avec Søndre Sandøy, Nordre Sandøy, Herføl et Lauer, également avec Strømstad en Suède.
Le centre d'accueil du parc national d'Ytre Hvaler se trouve ici. L'église de Hvaler, située juste à l'extérieur de Skjærhalden, date d'avant 1100 et possède des vestiges de construction datant d'avant 1000. L'église ici à l'origine du nom de l'île.